# Альдеальсеньйор
Альдеальсеньйор (ісп. Aldealseñor) — муніципалітет в Іспанії, входить у провінцію Сорія у складі автономного співтовариства Кастилія-і-Леон. Муніципалітет розташований у складі района (комарки) Кампо-де-Гомара. Площа 9,29 км². Населення 43 чоловіки (на 2006 рік).
| Іспанія | Це незавершена стаття з географії Іспанії. Ви можете допомогти проєкту, виправивши або дописавши її. |